# Musu Kebba Drammeh
Musu Kebba Drammeh (auch: Musukebba Drammeh; geb. um 1940; gest. am 10. März 2003 in Kololi) war eine gambische Modedesignerin und Unternehmerin.

## Leben
Drammeh stellte jahrzehntelang Batikkleidung nach dem Tie-dye-Verfahren her und verkaufte diese in ihrer Batik Factory in Dippa Kunda in der Nähe der Mosque Road. Die Kleidung und ihr Laden waren insbesondere bei Touristen beliebt. Bereits 1967 wird ihr Geschäft in einem Reiseführer für Gambia erwähnt. Durch ihre erfolgreiche Geschäftstätigkeit soll sie möglicherweise die erste gambische Millionärin gewesen sein.
Bis zum Juni 2001 war Drammeh eine Anhängerin der Oppositionspartei UDP, unterstützte nach diesem Zeitpunkt aber den gambischen Präsidenten Yahya Jammeh und dessen APRC.
Nach kurzer Krankheit starb sie am 10. März 2003 in der Klinik von Kololi im Alter von 63 Jahren. Sie hatte zwei Söhne und zwei Töchter. Nach ihrem Tod führte eine ihrer Töchter ihre Geschäfte weiter.
In Serekunda wurde nach ihrem Tod eine Straße in der Nähe des Marktplatzes nach ihr Musu Kebbah Drammeh Street benannt.